# Una notte con Beth Cooper
Una notte con Beth Cooper (I Love You, Beth Cooper) è un film del 2009, diretto da Chris Columbus ed interpretato da Hayden Panettiere e Paul Rust. Il film è tratto dal libro del 2007I love you, Beth Cooper, della scrittrice Larry Doyle.

## Trama
Denis Cooverman, studente modello della Buffalo Glenn High School, dichiara il suo amore per la ragazza più popolare della scuola, Beth Cooper, durante il suo discorso per la consegna del diploma. Egli viene bersagliato di conseguenza dal fidanzato di lei e dalla sua gang. Denis invita a casa sua la ragazza, accompagnata dalle sue due amiche. Per divertirsi loro accettano l'invito e Denis si mette in imbarazzo. Quando le ragazze stanno per andare via, Beth dà un bacio a Denis.
Nel frattempo sta arrivando il fidanzato geloso della ragazza, che insegue Denis per casa e lo riempie di botte. Lui riesce a fuggire insieme al suo amico, ma viene investito in pieno da Beth, guidatrice maldestra. Da quel momento per Beth e Denis cominciano una serie di scorribande, tutta la notte. Alla fine giungono ad una festa, dove è presente anche il fidanzato di Beth. Egli tempesta di botte Denis, che viene però difeso da un suo amico che, assistendo alla scena del suo pestaggio, interviene. Dopo altre mille vicende Beth si innamora di Denis, che coglie l'attimo e le promette che, quando si sarebbero re-incontrati, l'avrebbe sposata.